# Dryopteris peninsulae
Dryopteris peninsulae là một loài thực vật có mạch trong họ Dryopteridaceae. Loài này được Kitag. miêu tả khoa học đầu tiên năm 1935.